# Project X Paris
Project X Paris est une marque française de streetwear basée à Roissy-en-France. Elle figure dans le classement des entreprises européennes à la croissance la plus rapide selon le Financial Times
De plus, depuis 2022 c'est la marque star de la station balnéaire Saint Jean de Monts en Vendée,Et d'Argeles sur mer dans les Pyrénées Orientales .

## Aperçu
Project X Paris a été créé le 8 avril 2013 à Roissy-en-France par Jimmy et Maxime Gov,.
En 2021, la marque sort une collection commune en collaboration avec le présentateur Cyril Hanouna,. Project X Paris devient partenaire de la tournée de la chanteuse Wejdene en 2022.
La marque a également collaboré avec Chris Brown, Aya Nakamura, Snoop Dogg, Jason Derulo, Lionel Messi, Maître Gims, Booba, Post Malone, Gunna, Koba, Vegedream, Akon, French Montana, Gradur, 1PLIKÉ140, JayMax, Paul Kabesa, MHD, Neymar, Kimpembe,, Riyad Mahrez, David Luiz, Bosh, Uzi, SCH, Naps, Soso Maness, 6ix9ine.
La première collection de Project X Paris est sortie en 2015. La première boutique de la marque est ouverte l'année suivante. En 2017, la société a lancé un site Web et ouvert son premier magasin de détail. En 2022, la marque compte 40 magasins physiques dont Dubaï, Los Angeles, Berlin et Londres,.
La marque a lancé la franchise en 2019. En mai 2022, Project X Paris a ouvert un showroom à Madrid, en Espagne.
Initialement, Project X Paris ne produisait que des vêtements pour hommes, puis a commencé à produire des vêtements pour femmes. La gamme de produits de la marque comprend des jeans, des t-shirts, des parkas, des sweat-shirts, des sweats à capuche, des bombers, des manteaux, des pulls, etc.